# کورزگ نو
کورزگ نو، روستایی از توابع بخش ارژن شهرستان شیراز در استان فارس ایران است.

## جمعیت
این روستا در دهستان کوه مره سرخی قرار دارد و براساس سرشماری مرکز آمار ایران در سال ۱۳۸۵، جمعیت آن ۳۷۹ نفر (۷۸خانوار) بوده‌است.